# Marcus Perperna (Prätor 82 v. Chr.)
Marcus Perperna Vento (das Cognomen ist nicht eindeutig belegt und vielleicht in das bekannte Veiento zu ändern; † 72 v. Chr.) war ein Politiker der späten römischen Republik. Er war maßgeblich an der Ermordung des auf der Iberischen Halbinsel aktiven, abtrünnigen Feldherrn Quintus Sertorius beteiligt. Kurz darauf unterlag er Gnaeus Pompeius Magnus und wurde auf dessen Befehl hingerichtet.

## Leben

### Herkunft; frühe Karriere im Kampf gegen Sulla
Perperna war wohl ein Sohn des Marcus Perperna, der im Jahr 92 v. Chr. Konsul gewesen war, und gehörte zu den Popularen. Er war sehr ehrgeizig, hochmütig und stolz auf seine adlige Herkunft, da er sich aufgrund der Konsulate seines Vaters und Großvaters zur römischen Nobilität zählen konnte. Dies strich er auch gegenüber einem Homo novus wie Quintus Sertorius hervor.
Als Mitglied der Popularen schloss sich Perperna im Bürgerkrieg zwischen Marius und Sulla der marianischen Partei an, durch deren Unterstützung er 82 v. Chr. zur Praetur und Statthalterschaft von Sizilien gelangte. In diesem Jahr wurde seine Partei in Italien vom zurückgekehrten Sulla stark in die Defensive gedrängt. Der Konsul  Gaius Marius der Jüngere wurde in Praeneste eingeschlossen, während sein Amtskollege Gnaeus Papirius Carbo nach Nordafrika flüchtete. Sulla machte daraufhin Perperna das Angebot, auf seine Seite zu wechseln. Von diesem Vorschlag wollte Perperna aber nichts wissen; stattdessen erklärte er, mit den ihm zur Verfügung stehenden Streitkräften von Sizilien nach Italien zu ziehen und Praeneste zu entsetzen zu versuchen.
Allerdings konnte Perperna diesen Plan angesichts der schnellen Fortschritte der Gegner nicht verwirklichen. Carbo setzte von Afrika nach Sizilien über und der junge, auf Sullas Seite stehende Pompeius traf hier Ende 82 v. Chr. ebenfalls mit bedeutender Truppenmacht ein. Perperna wollte sich offenbar dem Konsul Carbo nicht unterordnen und traf vermutlich mit Pompeius ein Geheimabkommen, Sizilien gegen das Versprechen seiner persönlichen Sicherheit kampflos zu räumen. Später wurde Pompeius nämlich wegen seines 72 v. Chr. erteilten Befehls, Perperna hinrichten zu lassen, undankbares Vergessen des in Sizilien Geschehenen vorgeworfen.
In der Folge wurde Perperna wie andere Unterstützer der marianischen Partei von Sulla auf die Ächtungsliste gesetzt. Er vermochte aber den Verfolgungen zu entgehen; vielleicht fand er in Ligurien Zuflucht.

### Kämpfe unter Sertorius’ Oberbefehl auf der Iberischen Halbinsel
Als nach Sullas Tod 78 v. Chr. der damalige Konsul Marcus Aemilius Lepidus sich anschickte, die vormalige marianische Partei um sich zu sammeln und Sullas neue Ordnung umzustoßen und im Folgejahr in Italien einrückte, schloss sich Perperna ihm an. Lepidus wurde indessen vor den Toren Roms von Catulus geschlagen und floh nach Sardinien, wo er noch 77 v. Chr. starb. Perperna übernahm den Befehl über die Reste von Lepidus’ Streitkräften und führte sie von Sardinien nach Spanien. Bei seiner Landung brachte er reiche Mittel und ein starkes Truppenaufgebot mit.
Auf der Iberischen Halbinsel vertrat bereits der sowohl für die Kriegsführung als auch für die Ziviladministration sehr talentierte Quintus Sertorius erfolgreich die Interessen der Popularen. Perperna hatte bei seinem Einmarsch in Spanien die Absicht, gegen den vom Senat gestellten Statthalter von Hispania ulterior, Quintus Caecilius Metellus Pius, den Kampf allein aufzunehmen. Offenbar wollte er die in Aussicht stehenden Lorbeeren mit niemandem teilen. Seinen Truppen war dies aber nicht recht; sie sprachen laut von der Notwendigkeit einer Vereinigung mit Sertorius. Als die Nachricht eintraf, dass Pompeius, dem der Senat eine außerordentliche prokonsularische Gewalt eingeräumt hatte, die Pyrenäen überschritten habe, ergriffen die Truppen die Waffen und schrien Perperna zu, er möge sie zu Sertorius führen. Widrigenfalls würden sie ihn in Stich lassen und sich aus eigenem Antrieb Sertorius’ Kommando unterstellen. Auf diese Drohung hin gab Perperna nach, führte seine Armee Sertorius zu und akzeptierte, dass dieser den Oberbefehl führte. Bei seiner Vereinigung mit Sertorius zählte sein Heer 53 Kohorten; eventuell hatte er diese Stärke erst durch Rekrutierung von Iberern erreicht.
Anfang 76 v. Chr. erhielt Perperna von Sertorius den Auftrag, mit allen ihm zur Verfügung stehenden Truppen, nämlich 20.000 Infanteristen und 1500 Reitern, ins Gebiet der Ilurvaconen einzumarschieren, um die Ostküste gegen Pompeius zu decken. Er vermochte aber nicht den Übergang des Gegners über den Ebro und dessen Vorrücken gegen die Turia zu unterbinden. Erst als Sertorius selbst eingriff, kam es zum Umschwung und erfolgreichen Abschluss des Feldzugs. Die Winterquartiere schlugen die beiden Feldherren in Lusitanien auf.
75 v. Chr. fiel Perperna etwa die gleiche Aufgabe zu wie im vorigen Jahr, und er sollte sie gemeinsam mit Gaius Herennius bewältigen. Beide erlitten aber bei Valentia (heute Valencia) eine schwere Niederlage gegen Pompeius. Herennius sowie 10.000 Soldaten fielen in Schlacht; Pompeius nahm Valentia ein. Nach diesem Misserfolg kämpfte Perperna gemeinsam mit Sertorius in der Schlacht am Sucro wiederum gegen Pompeius. Er kommandierte einen Flügel, wurde aber besiegt, wohingegen Sertorius glücklich kämpfte. Ähnlich war der Verlauf der folgenden Schlacht bei Saguntum. Perperna verlor gegen Metellus, wobei 5000 seiner Krieger fielen, während Sertorius über Pompeius siegte. Erneut bezog Perperna am Ende des Jahres mit Sertorius Winterquartiere in Lusitanien. Von dort aus dürfte er 74 v. Chr. nach Gallaecien vorgestoßen sein und einen Ort namens Cale erobert haben.

### Anstiftung der Verschwörung gegen Sertorius
Im weiteren Verlauf des Krieges auf der Iberischen Halbinsel wurde Sertorius allmählich vom Glück verlassen und in seiner eigenen Haltung unsicherer. Viele Parteigenossen empfanden einen zunehmenden Missmut gegen ihn; und Perperna wurde der Anführer eines gegen ihn gerichteten Komplotts.
Plutarch, der eine Biographie des Sertorius verfasste und ihn sehr wohlwollend betrachtet, behauptet, dass viele vornehme römische Parteigänger des Sertorius, so auch Perperna, eine lächerliche Eifersucht auf seine Erfolge gehegt hätten. Nur solange sie aus Furcht vor ihren Kriegsgegnern noch Sertorius als Rettungsanker betrachteten, hätten sie sich ruhig verhalten. Insbesondere Perperna habe im Geheimen bösartige Reden gegen Sertorius geführt und so die Verschwörung gegen diesen vorbereitet. Von ihm aufgestachelt hätten seine Sympathisanten unter der Hand Zwietracht zwischen Sertorius und den Iberern gesät, indem sie, als geschähe es auf Sertorius’ Befehl, die Iberer grausam behandelten und ihnen Tribut auferlegten, ein Benehmen, das die iberischen Städte zum Abfall getrieben habe. Deshalb sei Sertorius argwöhnisch geworden und habe ungerechterweise Gewaltmaßnahmen gegen zahlreiche iberische Verbündete ergriffen.
Der Kriegshistoriker Appian gibt gegenüber dem Bericht des Plutarch eine etwas abweichenden Motivation für den Anlass der Verschwörung an; das Misstrauen und die Grausamkeit des Sertorius habe Perperna um seine eigene Sicherheit besorgt gemacht, so dass er dieser Gefahr durch das Anstiften einer Konspiration habe vorbeugen wollen. Beide Darstellungen können bis zu einem gewissen Grad richtig sein, ebenso die nicht ganz übereinstimmenden Angaben von Plutarch und Appian über die Verschwörung.
Außer Perperna werden u. a. ein Manlius, ein Graecinus und ein Aufidius als Teilnehmer des Komplotts genannt, das sich gegen Sertorius’ Leben richtete. Die Verschwörer ließen Sertorius 72 v. Chr. einen erdichteten Bericht eines seiner Unterfeldherren über einen von ihm errungenen Sieg durch einen betrügerischen Boten übermitteln. Da Sertorius sehr erfreut war, lud ihn Perperna zu einem Festmahl ein, das er ihm und einigen Freunden anlässlich des erfreulichen Sieges geben wolle. Sertorius ließ sich durch viele Bitten endlich bewegen, die Einladung anzunehmen. Bei Tisch suchten die Verschwörer Sertorius dadurch zu reizen, dass sie sich vor ihm, der unanständige Späße und lautes Reden nicht vertrug, indem sie sich betrunken stellten, unzüchtige Scherze und unanständige Gebärden erlaubten. Sertorius wandte sich unwillig zur Seite. Da forderte Perperna für sich einen Becher reinen Weins und ließ ihn während des Trinkens zu Boden fallen. Das dadurch erzeugte Geräusch war das verabredete Signal, woraufhin der neben Sertorius liegende Antonius seinen Dolch zog, ihn verwundete und so lange festhielt, bis er von den Stichen der übrigen Verschwörer getötet wurde.

### Perperna als Nachfolger des Sertorius und Tod
Nach dem Mord an Sertorius gerierte sich Perperna als dessen Nachfolger. Diese blutige Tat rief aber bei den meisten Sertorianern eine vor allem gegen Perperna gerichtete Empörung hervor, die er nur mühsam bändigen konnte. Als sich bei der Eröffnung von Sertorius’ Testament herausstellte, dass er Perperna zu einem seiner Erben ernannt hatte, wuchs der Unwillen gegen seinen Mörder weiter. Es schien, dass Perperna nicht nur gegen seinen Vorgesetzten und Feldherrn, sondern auch gegen seinen Freund und Wohltäter eine abscheuliche Tat verübt habe.
Die meisten bei der Armee anwesenden Iberer verließen Perperna augenblicklich und ergaben sich Pompeius und Metellus. Die übrigen Truppen suchte Perperna durch Geschenke und Versprechungen zu gewinnen, schreckte aber auch nicht vor Drohungen und Hinrichtungen zurück. Dann wollte er die iberischen Städte dadurch für sich einnehmen, dass er diejenigen ihrer Bürger, die auf Sertorius’ Befehl gefangen gehalten wurden, freiließ und auch die von den Iberern gestellten Geiseln freigab. So erreichte er, dass er von den bei ihm verbliebenen Soldaten, wenn auch widerwillig, als Nachfolger des Sertorius anerkannt wurde. Sobald Perperna sich sicherer fühlte, zeigte er sich grausam und ließ sogar mehrere vornehme Römer, darunter seinen Neffen, hinrichten.
Perperna vermochte den Platz des Sertorius nicht auszufüllen. Metellus überließ Pompeius allein die Besiegung Perpernas und übernahm selbst die Befriedung des übrigen Spaniens. Einige Tage kam es nur zu kleineren Gefechten zwischen Perperna und Pompeius. Am zehnten Tag fand dann die Entscheidungsschlacht statt. Es fehlte aber Perperna ebenso an Feldherrntalent wie seinen Truppen an Eifer für ihn. Pompeius schickte zehn Kohorten gegen ihn, denen er befahl, sich zum Schein zu zerstreuen. Perperna ließ sich in die Falle locken und zu unbesonnener Verfolgung hinreißen, woraufhin Pompeius plötzlich mit seiner Hauptmacht erschien und ihm eine vollständige Niederlage beibrachte. Die meisten von Perpernas Unterfeldherren fielen in der Schlacht.
Perperna versteckte sich im Gebüsch, wurde aber von einigen feindlichen Reitern entdeckt, die ihn hervorzogen und vor Pompeius führten. Nun suchte Perperna sein Leben zu retten, indem er Pompeius die Übergabe von belastenden Papieren versprach, die sich in Sertorius’ Besitz befunden hatten. Zu diesen Papieren gehörten u. a. mehrere Schreiben verschiedener hochgestellter Personen in Rom, selbst von einigen Konsularen, in denen sie aus Unzufriedenheit Sertorius nach Italien eingeladen hatten, da die Sehnsucht nach einem Umsturz weit verbreitet sei. Pompeius ließ aber alle Briefe, die in Sertorius’ Nachlass gefunden worden waren, herbeibringen und ungelesen verbrennen sowie Perperna sofort hinrichten. Appians Behauptung, Pompeius habe Perpernas Hinrichtung angeordnet, ohne ihn vor sich zu lassen, steht in Widerspruch mit der übrigen Überlieferung. In einem abschließenden Resümee beurteilte Plutarch Perperna als einen Feldherrn, der weder zu befehlen noch zu gehorchen verstanden habe.